# Henry Niño
Henry Niño Gómez (Santiago de los Caballeros de León, 3 novembre 1997) è un calciatore nicaraguense, difensore del Diriangén.

## Carriera

### Club
Ha giocato nel campionato costaricano e nicaraguense.

### Nazionale
Ha debuttato in Nazionale il 16 luglio 2017 in occasione di Nicaragua-Stati Uniti (0-3) della fase a gironi della Gold Cup 2017.

## Statistiche

### Cronologia presenze e reti in nazionale
| Cronologia completa delle presenze e delle reti in nazionale ― Nicaragua | Cronologia completa delle presenze e delle reti in nazionale ― Nicaragua | Cronologia completa delle presenze e delle reti in nazionale ― Nicaragua | Cronologia completa delle presenze e delle reti in nazionale ― Nicaragua | Cronologia completa delle presenze e delle reti in nazionale ― Nicaragua | Cronologia completa delle presenze e delle reti in nazionale ― Nicaragua | Cronologia completa delle presenze e delle reti in nazionale ― Nicaragua | Cronologia completa delle presenze e delle reti in nazionale ― Nicaragua |
| Data                                                                     | Città                                                                    | In casa                                                                  | Risultato                                                                | Ospiti                                                                   | Competizione                                                             | Reti                                                                     | Note                                                                     |
| ------------------------------------------------------------------------ | ------------------------------------------------------------------------ | ------------------------------------------------------------------------ | ------------------------------------------------------------------------ | ------------------------------------------------------------------------ | ------------------------------------------------------------------------ | ------------------------------------------------------------------------ | ------------------------------------------------------------------------ |
| 15-7-2017                                                                | Cleveland                                                                | Nicaragua                                                                | 0 – 3                                                                    | Stati Uniti                                                              | Gold Cup 2017 - 1º Turno                                                 | -                                                                        | 69’                                                                      |
| 8-11-2017                                                                | Jinotepe                                                                 | Nicaragua                                                                | 0 – 3                                                                    | Rep. Dominicana                                                          | Amichevole                                                               | -                                                                        | 75’                                                                      |
| 22-3-2018                                                                | Managua                                                                  | Nicaragua                                                                | 3 – 1                                                                    | Cuba                                                                     | Amichevole                                                               | -                                                                        |                                                                          |
| 25-3-2018                                                                | Managua                                                                  | Nicaragua                                                                | 3 – 3                                                                    | Cuba                                                                     | Amichevole                                                               | -                                                                        | 46’ 71’                                                                  |
| 8-9-2018                                                                 | Kingstown                                                                | Saint Vincent e Grenadine                                                | 0 – 2                                                                    | Nicaragua                                                                | CONCACAF Nations League 2019-2020 - Qualificazioni                       | 1                                                                        | 51’                                                                      |
| 14-10-2018                                                               | Heredia                                                                  | Nicaragua                                                                | 6 – 0                                                                    | Anguilla                                                                 | CONCACAF Nations League 2019-2020 - Qualificazioni                       | -                                                                        |                                                                          |
| 24-2-2021                                                                | Città del Guatemala                                                      | Guatemala                                                                | 1 – 0                                                                    | Nicaragua                                                                | Amichevole                                                               | -                                                                        | 66’                                                                      |
| 8-6-2021                                                                 | Port-au-Prince                                                           | Haiti                                                                    | 1 – 0                                                                    | Nicaragua                                                                | Qual. Mondiali 2022                                                      | -                                                                        | 46’                                                                      |
| 8-9-2021                                                                 | Antigua Guatemala                                                        | Guatemala                                                                | 2 – 2                                                                    | Nicaragua                                                                | Amichevole                                                               | -                                                                        | 73’                                                                      |
| 10-11-2021                                                               | Managua                                                                  | Nicaragua                                                                | 0 – 3                                                                    | Cuba                                                                     | Amichevole                                                               | -                                                                        | 74’                                                                      |
| 29-1-2022                                                                | Managua                                                                  | Nicaragua                                                                | 4 – 0                                                                    | Belize                                                                   | Amichevole                                                               | -                                                                        | 44’                                                                      |
| 1-2-2022                                                                 | Managua                                                                  | Nicaragua                                                                | 1 – 1                                                                    | Belize                                                                   | Amichevole                                                               | -                                                                        |                                                                          |
| 3-6-2022                                                                 | Managua                                                                  | Nicaragua                                                                | 2 – 1                                                                    | Trinidad e Tobago                                                        | CONCACAF Nations League 2022-2023 - 1º turno                             | -                                                                        |                                                                          |
| 6-6-2022                                                                 | Kingstown                                                                | Saint Vincent e Grenadine                                                | 2 – 2                                                                    | Nicaragua                                                                | CONCACAF Nations League 2022-2023 - 1º turno                             | -                                                                        |                                                                          |
| 10-6-2022                                                                | Nassau                                                                   | Bahamas                                                                  | 0 – 2                                                                    | Nicaragua                                                                | CONCACAF Nations League 2022-2023 - 1º turno                             | -                                                                        | 18’ 46’                                                                  |
| 10-6-2023                                                                | Penonomé                                                                 | Panama                                                                   | 3 – 2                                                                    | Nicaragua                                                                | Amichevole                                                               | -                                                                        | 82’                                                                      |
| 9-9-2023                                                                 | San Cristóbal                                                            | Rep. Dominicana                                                          | 0 – 2                                                                    | Nicaragua                                                                | CONCACAF Nations League 2023-2024 - 1º turno                             | -                                                                        | 47’                                                                      |
| 17-11-2023                                                               | Bridgetown                                                               | Barbados                                                                 | 0 – 4                                                                    | Nicaragua                                                                | CONCACAF Nations League 2023-2024 - 1º Turno                             | -                                                                        |                                                                          |
| 21-11-2023                                                               | Managua                                                                  | Nicaragua                                                                | 0 – 0                                                                    | Rep. Dominicana                                                          | CONCACAF Nations League 2023-2024 - 1º Turno                             | -                                                                        | 61’ 65’                                                                  |
| 22-3-2024                                                                | Lima                                                                     | Perù                                                                     | 2 – 0                                                                    | Nicaragua                                                                | Amichevole                                                               | -                                                                        | 79’                                                                      |
| 27-5-2024                                                                | San Jose                                                                 | Guatemala                                                                | 1 – 1                                                                    | Nicaragua                                                                | Amichevole                                                               | -                                                                        | 22’ 36’                                                                  |
| Totale                                                                   |                                                                          | Presenze                                                                 | 21                                                                       |                                                                          | Reti                                                                     | 1                                                                        |                                                                          |